# Marco Innocenti
Marco Innocenti (Prato, 16 de agosto de 1978) é um atirador esportivo italiano, medalhista olímpico.

## Carreira

### Rio 2016
Marco Innocenti representou a Itália nas Olimpíadas de 2016, na qual conquistou a medalha de prata, na fossa olímpica double.